# غريميو بورتو أليغرينزي

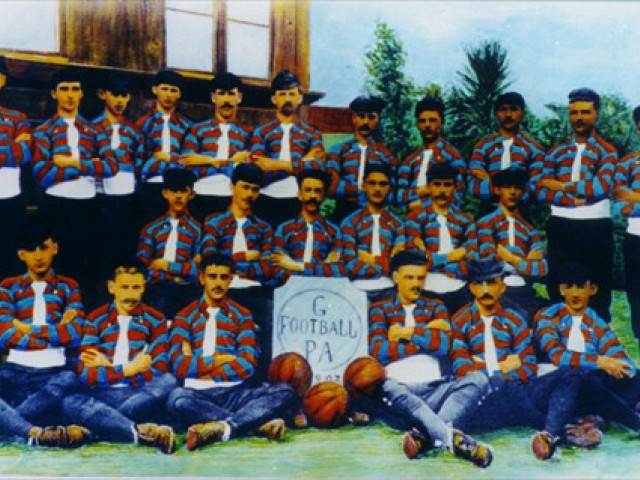
لاعبو فريق غريميو عام 1903م

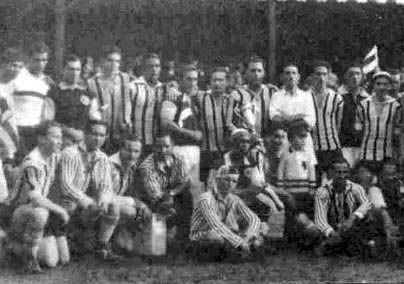
لاعبو غريميو عام 1931

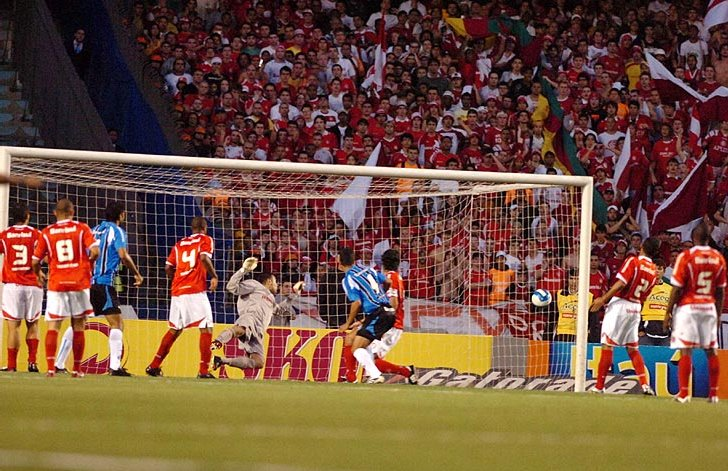
غريميو في إحدى المباريات الرسمية.

نادي غريميو بورتو أليغرينزي لكرة القدم (بالبرتغالية:Grêmio Foot-Ball Porto Alegrense) نادي كرة قدم برازيلي يلعب في دوري الدرجة الأولى. تم تأسيس النادي في 15 سبتمبر 1903، يقع مقر النادي في مدينة بورتو أليغري جنوب البرازيل، ملعب النادي هو أرينا دو غريميو الذي يتسع إلى 55,177 متفرج.

## معلومات عن النادي
تأسس النادي كنادي كرة القدم في 15 سبتمبر 1903 في مدينة بورتو أليغري، عرف النادي باسم غريميو، تميز زي النادي بالألوان الزرقاء والبيضاء والسوداء. حقق كأس ليبرتادوريس مرتين عامي 1983 و1995، وكأس الإنتركونتيننتال مرة سنة 1983، بالإضافة إلى العديد من البطولات المحلية في البرازيل. يعتبر من أفضل الأندية في قارة أمريكا الجنوبية، يُعد ثاني أكبر الأندية البرازيلية من حيث عدد الأعضاء المنتسبين له، ويمتلك قاعدة جماهيرية ضخمة على مستوى البرازيل وقارة أمريكا الجنوبية، ملعب النادي أرينا دو غريميو الذي يتسع لحوالي 55 ألف متفرج يعتبر من أكبر الملاعب في البرازيل .

## أهم لاعبي الفريق تاريخياً
- رونالدينيو
- إيفاريستو
- ريناتو غاوتشو
- إيمرسون
- أندرسون أوليفيرا
- مارسيلو غروهي
- لويس سواريز

## وصلات خارجية
- Grêmio Official Website (بالبرتغالية) (بالإنجليزية)
- Geral do Grêmio Official Website (بالبرتغالية) (بالإنجليزية)
- Nação Tricolor (بالبرتغالية) (بالإنجليزية)
- Ducker – Unofficial Website Biggest source of pictures and videos of Gremio's fans (بالبرتغالية) (بالإنجليزية)
- Coleção Grêmio Gianfranco نسخة محفوظة 22 يناير 2021 على موقع واي باك مشين. The best online collection of Grêmio memorabilia; organized by Gianfranco Spolaore

(بالبرتغالية)